# NWA Tri-State Junior Heavyweight Championship
L'NWA Tri-State Junior Heavyweight Championship, promosso anche come NWA United States Junior Heavyweight Championship (Tri-state version), è stato un titolo di wrestling promosso da NWA West Virginia Ohio e NWA Tri-State, territori della National Wrestling Alliance (NWA) attivi principalmente nei territori di Maryland, Pennsylvania e Virginia Occidentale.
Il titolo fu attivo dal 1998 al 2007, quando fu disattivato e sostituito dal NWA Tri-State X Championship.

## Storia
Il titolo fa parte di una serie di riconoscimenti con lo stesso nome promossi dai territori della NWA. Un titolo con questo nome, ma promosso più spesso come Tri-State Junior Heavyweight Title, fu attivo saltuariamente nella zona della Virginia Occidentale a partire dal 1998, quando TNT vinse un torneo per essere riconosciuto come campione inaugurale. Il titolo rimase attivo per circa sei anni, smettendo di essere promosso nel 2004, quando il territorio lo sostituì con il NWA Tri-State X Championship.

## Albo d'oro
| Legenda  |                                                                               |
| -------- | ----------------------------------------------------------------------------- |
| #        | Indica il numero del regno titolato                                           |
| Regno    | Viene indicato il numero del regno del campione                               |
| Data     | La data in cui il titolo è stato vinto                                        |
| Località | Indica il luogo in cui il titolo è stato vinto                                |
| Note     | Indica notizie particolari riguardanti i cambi di titolo o altre informazioni |

| # | Campione       | Regno | Data             | Giorni | Località                          | Evento     | Note                                                                                       | Fonti |
| - | -------------- | ----- | ---------------- | ------ | --------------------------------- | ---------- | ------------------------------------------------------------------------------------------ | ----- |
| 1 | TNT            | 1     | 1998             | --     | Parkersburg, Virginia Occidentale | House show | In un torneo per decretare il campione inaugurale, sconfiggendo in finale Logan Caine.     |       |
| 2 | Logan Caine    | 1     | 3 dicembre 1998  | 92     | Coshocton, Ohio                   | House show |                                                                                            |       |
| — | Vacante        | —     | 5 marzo 1999     | —      | —                                 | —          | Caine rese vacante il titolo dopo aver vinto il NWA World Junior Heavyweight Championship. |       |
| 3 | Chris Hero     | 1     | febbraio 2000    | --     | --                                | --         | Il titolo fu assegnato d'ufficio a Hero.                                                   |       |
| — | Vacante        | —     | settembre 2000   | —      | —                                 | —          | Il titolo fu revocato a Hero per mancanza di difese.                                       |       |
| 4 | Bobby Inbred   | 1     | 21 ottobre 2000  | 479    | Parkersburg, Virginia Occidentale | House show | In uno spareggio per riassegnare il titolo vacante, sconfiggendo Titan.                    |       |
| — | Vacante        | —     | 12 febbraio 2002 | —      | —                                 | —          | Inbred rese il titolo vacante per infortunio.                                              |       |
| 5 | Rocky Reynolds | 1     | 26 luglio 2002   | --     | --                                | --         | Il titolo fu assegnato d'ufficio a Reynolds.                                               |       |
| — | Disattivato    | —     | febbraio 2004    | —      | —                                 | —          | Il titolo fu sostituito dal NWA Tri-State X Championship                                   |       |